# Kropotkinskaja
Kropotkinskaja (in russo Кропо́ткинская?) è una stazione della metropolitana di Mosca, posta sulla linea Sokol'ničeskaja.
La stazione faceva parte di un progetto complessivo che coinvolgeva tutta la zona in cui si trovava e venne progettata con l'intenzione di farla diventare la più grande di tutta la linea metropolitana. Fino al 1957 la sua denominazione fu quella di Dvorets Sovetov in onore del Palazzo dei Soviet che avrebbe dovuto essere costruito nelle immediate vicinanze; successivamente prese il nome in onore del filosofo Pëtr Alekseevič Kropotkin.
Gli architetti furono Alexey Dushkin e Ya.G. Likhtenberg e venne inaugurata con tutto il primo tratto della linea il 15 maggio 1935. Il progetto venne premiato all'esposizione universale di Parigi (Expo 1937) e a quella di Bruxelles (Expo 1958).
Non essendo poi stato portato a termine il progetto generale della zona, l'affluenza di passeggeri si è ridotta rispetto alle prime ed è composta soprattutto da turisti in visita al Museo Puškin delle belle arti e alla Cattedrale del Cristo Salvatore che si trovano nelle vicinanze.